# Le Vagabond (film, 1951)
Pour les articles homonymes, voir Le Vagabond.
Pour plus de détails, voir Fiche technique et Distribution.
Le Vagabond (hindi : आवारा Awaara) est un film en hindi de 1951 réalisé et produit par Raj Kapoor, qui joue également le rôle principal. La musique a été composée par l'équipe de Shankar Jaikishan. Le père de Raj Kapoor, Prithviraj Kapoor, joue le rôle du père de son personnage, le juge Raghunath. Le plus jeune frère de Raj Kapoor, Shashi Kapoor, joue la version plus jeune de son caractère. Le père de Prithiviraj, Dewan Bashwanath Kapoor, a aussi joué un petit rôle et c'est son seul rôle au cinéma.
Le film est centré sur l'imbrication de la vie du pauvre Raj (Kapoor) et de la privilégiée Rita (Nargis). Dans le film, le caractère de Kapoor est un pauvre et innocent "vagabond" en référence au personnage de Charlot joué par Charlie Chaplin et a été développé dans d'autres films de Kapoor tels que L'Honnête Vagabond.
Le film est devenu immédiatement un grand succès en Asie du Sud, et trouvé le succès à l'étranger en Union soviétique, en Asie, en Afrique et au Proche-Orient. En particulier, la chanson "Awaara Hoon" (je suis un vagabond), chanté par Mukesh avec les paroles de Shailendra, est devenu extrêmement populaire à travers le sous-continent indien, ainsi qu'en Union soviétique en Chine,, en Turquie, en Afghanistan, et en Roumanie. Le film a également été présenté en sélection officielle en compétition au Festival de Cannes en 1953. En raison de sa popularité dans de nombreux pays, le film est un candidat pour la plupart des films de cinéma à succès de tous les temps. En 2012, Awaara a été inclus dans les 20 nouvelles entrées de 100 plus grands films de tous les temps par TIME.

## Synopsis
Le juge Raghunath est un juge riche de district qui juge Jagga, un homme dont le père était un criminel, de viol sur peu de preuves. Le juge estime que "les bonnes personnes sont nées de bonnes personnes, et les criminels sont nés de criminels." Jagga plus tard, s'échappe et prend en otage Leela, la femme du juge, pour se venger. Quand il découvre qu'elle vient tout juste de tomber enceinte, il la relâche au bout de quatre jours, et fait d'autres plans pour sa vengeance. Le juge soupçonne qu'elle a été infidèle avec Jagga, et la jette hors de la maison.
Elle a un fils, Raj, et ils vivent dans la pauvreté car ils sont séparés de son père et mari. Lorsqu'il est enfant, Raj se lie d'amitié à l'école avec Rita, mais il est retiré de l'école tout en essayant de garder un emploi, et Rita se déplace dans une autre ville. Même s'ils sont séparés, Rita reste dans les pensées de Raj. Dans la rue, Raj se tourne vers une vie de petite criminalité et trouve une figure paternelle dans Jagga, ce qui lui permet de devenir un criminel talentueux.
Lors de la planification de l'attaque d'une de banque avec ses amis, Raj se rend compte qu'ils ont besoin d'une automobile. Il prend le sac à main d'une femme lorsqu'elle sort de la voiture, mais ne trouve pas de clés, et prétend poursuivre le voleur pour lever la suspicion sur lui-même. Après son geste élaboré, il retourne le sac à main à la femme qui s'est vite révélé être Rita. Rita est maintenant une gardienne du juge, qui soupçonne que Raj est pas bon et finalement restreint Rita de le voir. Raj et Rita, qui est en train de devenir une avocate, réalisent finalement qu'ils sont les mêmes amis d'enfance, et ils tombent amoureux. Raj tente de quitter sa vie de crime, mais ses employeurs le licencient quand il découvre qu'il était un voleur.
Étant désespéré, il retourne vers Jagga pour obtenir un prêt, mais Jagga veut lui faire commettre plus de crimes. Raj refuse, mais vole le collier d'un homme qu'il rencontre dans la rue, ne sachant pas que c'était le juge. Quand il donne le collier à Rita pour son anniversaire, elle découvre qu'il est en fait un voleur. Rita va voir la mère de Raj et découvre toute la vérité sur sa vie.
Quand Raj se rend compte que Jagga est responsable de la misère de sa mère, il le tue dans un accès de rage. Lors de son procès, le juge du procès est Raghunath. Rita le persuade que Raj agi en état de légitime défense. Toutefois, lorsque Raj apprend que le juge est son père, il s'échappe et tente de le tuer. En raison de ces actions, Raj est amené à un autre tribunal, et où il est défendu par Rita. En fin de compte, Raj est condamné à 3 ans de prison pour son crime, mais Rita promet de l'attendre.

## Fiche technique
- Titre français : Le Vagabond[7]
- Titre original : (hindi : आवारा Āvārā, également écrit Awāra
- Réalisation : Raj Kapoor
- Pays de production :  Inde
- Langue originale : hindi
- Dates de sortie :
  - Inde : 14 décembre 1951
  - France : avril 1953 (Festival de Cannes 1953) ; 27 février 1956 (sortie nationale)

## Distribution
- Prithviraj Kapoor  : juge Raghunath
- Nargis : Rita
- Raj Kapoor : Raj Ragunath
- Leela Chitnis : Leela Raghunath
- K. N. Singh : Jagga
- Leela Mishra : belle-sœur de Raghunath
- Cukoo : danseuse de bar
- Helen : danseuse (non créditée)
- Shashi Kapoor : jeune Raj (l'enfant de l'artiste)
- Prem Nath : apparition dans la chanson

## Bande-son
La musique du film a été composée par Shankar Jaikishan tandis que les chansons ont été écrites par Shailendra et Hasrat Jaipuri. La bande son a été répertoriée par la Planète de Bollywood comme le numéro 3 sur la liste des 100 Plus grands Bollywood bandes sonores.
| #  | Titre                              | Chanteur(s)                | Parolier       |
| -- | ---------------------------------- | -------------------------- | -------------- |
| 1  | "Ek Do Teen"                       | Shamshad Begum             | Shailendra     |
| 2  | "Hum Tujhse Mohabbat Kar Ke"       | Mukesh                     | Hasrat Jaipuri |
| 3  | "Awaara Hoon"                      | Mukesh                     | Shailendra     |
| 4  | "Ek Bewafa Se Pyar Kiya"           | Lata Mangeshkar            | Hasrat Jaipuri |
| 5  | "Ab Raat Guzarne Wali Hai"         | Lata Mangeshkar            | Hasrat Jaipuri |
| 6  | "Jab Se Balam Ghar Aaye"           | Lata Mangeshkar            | Hasrat Jaipuri |
| 7  | "Ghar Aaya Mera Pardesi"           | Lata Mangeshkar            | Shailendra     |
| 8  | "Barrage Bhar Jo Udhar Munh Phere" | Mukesh, Lata Mangeshkar    | Shailendra     |
| 9  | "Tere Bina Aag Yeh Chandni"        | Manna Dey, Lata Mangeshkar | Shailendra     |
| 10 | "Naiya Meri Manjhdhar"             | Mohammed Rafi              | Shailendra     |

## Production
Le film est une collaboration de la célèbre équipe de réalisateur/producteur Raj Kapoor et l'écrivain Khwaja Ahmad Abbas. K. A. Abbas voulait Mehboob Khan pour diriger le film, mais les deux étaient en désaccord sur le casting. Khan voulait Ashok Kumar jouer le juge et Dilip Kumar le fils. Dans le cas, Abbas a retiré son script des Mehboob Studios et Raj Kapoor a décidé de le diriger.
La scène avec la chanson "Ghar Aaya Mera Pardesi" est considérée comme la première séquence de rêve dans le cinéma indien, avec sa mer de nuages tourbillonnants symbolisant les conflits dans l'esprit du personnage principal.

## Accueil

### Distinctions
Il a été présenté au Festival de Cannes en 1953, où il a été présenté en sélection officielle en compétition.
En 2003, le magazine TIME l'a inclus dans une liste de "10 films indiens à succès". Time a également choisi la performance de Raj Kapoor dans Awaara comme l'une des dix plus grandes performances de tous les temps. En 2005, Indiatimes Films a classé le film parmi le "Top 25 des Films de Bollywood à voir", notant, "Chaque fois que Raj Kapoor et Nargis se sont réunis à l'écran, cela produit des étincelles. Leur chimie est électrisante et il montre une passion brute dans Awaara. La sensualité sauvage et insouciante de Nargis palpite et la personnalité bohème et rebelle aux cheveux décoiffés de Raj Kapoor ajoute de l'huile sur le feu". Le magazine TIME a inclus le film parmi aux 20 nouveaux ajouts des plus grands films de tous les temps en 2012,,.

### Box-office
En Inde, le film a rapporté un record de plus de 12 millions de roupies. Ce record a ensuite été battu l'année suivante par Mangala, fille des Indes.
En Union soviétique, Awaara est estimée à avoir attiré entre 40 et 63 millions de spectateurs dans les salles de cinéma à travers le pays. Il  est resté la plus grande réussite des films indiens en Union soviétique jusqu'à ce que des films comme Bobby, Seeta Aur Geeta et Disco Dancer atteint un niveau similaire de succès.
Le film a également été un succès en Chine, où la chanson "Awaara Hoon" et l'acteur Raj Kapoor est devenu largement connu à travers le pays, un peu comme en Union soviétique. La réussite de ce film à la fois en Union soviétique et en Chine a été attribué aux thèmes socialistes exprimés dans le film,. Le film Awaara et la chanson "Awaara Hoon" sont soupçonnés d'avoir été le film et la chanson favorites du Président Mao, respectivement,. Au cours des dernières années, Awaara a été évoqué dans le film chinois Plate-forme de 2000.

## Remake
En raison du succès remarquable du film avec le public turc, Awaara a été refait en Turquie comme Avare (1964), mettant en vedette l'acteur turc Sadri Alışık, avec l'actrice Ajda Pekkan.